# Sinagoga de Bozzolo
La sinagoga de Bozzol, actualmente esta desmantelada y convertida en una casa particular, se encontraba en vía Bonoldi 10 en Italia

## Historia
Aún se pueden reconocer rastros de la antigua sinagoga en la fachada del edificio en vía Bonoldi, que albergaba la sinagoga de la comunidad judía de Bozzolo. Después de la Segunda Guerra Mundial, el edificio fue vendido y se convirtió en una residencia privada. El aron de la sinagoga fue trasladado a Israel. Nada, ni siquiera una placa, queda en el lugar para recordar la presencia de lo que alguna vez fue la sinagoga de una de las comunidades judías más importantes de Lombardía.